# Paramicromerys rabeariveloi
Paramicromerys rabeariveloi là một loài nhện trong họ Pholcidae. Loài này được phát hiện ở Madagascar.